# Bakonyszombathely
Bakonyszombathely (hongrois : Bakonyszombathely [ˈbɒkoɲsomːbɒthɛj] ; allemand : Deutschmarkt) est une localité hongroise située dans le comitat de Komárom-Esztergom.

## Site et localisation

### Topographie et hydrographie
Bakonyszombathely est situé à la jonction du Kisalföld et du massif du Bakony, le long du cours du Cuhai-Bakony-ér, dans le sud-ouest du comitat de Komárom-Esztergom, dans un environnement naturel varié.
Bakonyszombathely s’est développé sur les pentes basses des collines et sur la plaine adjacente. L'altitude de la commune varie entre 190 et 200 mètres.
À l'exception du ruisseau Feketevíz-ér, les eaux issues des sources locales se déversent dans le Cuhai-Bakony-ér. En raison de l'absence d'une ressource locale suffisante en eau potable, la commune est alimentée par le réseau karstique d'eau potable de Tatabánya.

### Géologie et géomorphologie
Le sous-sol est constitué de sols bruns forestiers de type tchernoziom calcaire, marquant une transition paysagère entre les formations géologiques régionales.

### Climat
Bakonyszombathely bénéficie d'un climat continental humide, caractérisé par des températures plus élevées et une moindre humidité que dans la partie sud de la microrégion.
La température moyenne annuelle est de 9,7 °C, et les précipitations moyennes atteignent environ 650 mm par an.
Tirant parti de ces conditions climatiques, de vastes vergers de pommiers ont été établis, principalement avec les variétés Idared et Gloster.

### Aires faunistiques et floristiques
Les visiteurs peuvent profiter de promenades agréables et admirer des raretés botaniques dans l'ancien parc du château du domaine Esterházy. À l'extérieur du village, la zone protégée des lacs de Feketevízpuszta, avec ses forêts intactes et sa faune sauvage et aviaire précieuse, constitue un véritable havre pour les randonneurs. La région offre également des possibilités pour la chasse, la pêche, le cyclisme et la randonnée.

## Histoire
Des outils en pierre datant de la Préhistoire ont été découverts sur le territoire de Bakonyszombathely, ainsi que des tombes de la fin de l'époque avare. À l'époque médiévale (époque d'Árpád), le village était déjà un lieu de marché,.
La première mention écrite conservée remonte à 1358. Le nom de la localité fait référence aux marchés hebdomadaires organisés le samedi (szombat en hongrois). Jusqu'au milieu du XIVe siècle, le village faisait partie du domaine du château de Csesznek et appartenait à la famille comtale Cseszneky. En 1392, il passa entre les mains de Miklós Garai, puis successivement aux familles Szécsi et Szapolyai.
En 1529, Bakonyszombathely fut détruit par les Ottomans. Le village déserté fut acquis par la famille Esterházy en 1636.
À la fin du XVIIe siècle, des colons hongrois catholiques et protestants s'installèrent dans la commune, suivis à la fin du XVIIIe siècle par des Allemands venus de Styrie. En 1792, une grande partie du village fut détruite par un incendie.
Du milieu du XIXe siècle jusqu'au milieu du XXe siècle, l'agriculture, l'élevage et l'exploitation des mines environnantes assurèrent les moyens de subsistance de la population.
Dès le début du XXe siècle, Bakonyszombathely disposait d'une gare ferroviaire et d'un bureau de télégraphe, intégré au réseau téléphonique interurbain en 1922.
En mars 1944, le village fut le théâtre de violents combats, qui entraînèrent la destruction du château, de la briqueterie, du domaine viticole ainsi que de plus d'une centaine de maisons.
En 1949, l'ancien domaine Esterházy fut transformé en ferme d'État, avant d'être privatisé et réorganisé en 1990. Aujourd'hui, aux côtés de l'agriculture, des activités de services et diverses entreprises individuelles ou collectives offrent des emplois à la population.
En 1950, Bakonyszombathely fut transféré du comitat de Veszprém à celui de Komárom.

## Population

### Minorités culturelles et religieuses
Lors du recensement de 2011, 78 % des habitants de Bakonyszombathely se déclaraient hongrois, 0,8 % tsiganes et 0,7 % allemands ; 21,9 % n'ont pas souhaité se prononcer (le total peut dépasser 100 % en raison des doubles appartenances déclarées).
La répartition religieuse était la suivante : 41,5 % de catholiques romains, 4,7 % de réformés, 16 % de luthériens, 0,1 % de gréco-catholiques, et 7,2 % de sans confession, tandis que 29,8 % des habitants n'ont pas répondu.
Au recensement de 2022, 91,1 % des habitants se déclaraient hongrois, 1,5 % tsiganes, 1 % allemands, 0,4 % slovaques, et 0,1 % chacun pour les Serbes, Polonais, Roumains, Slovènes, Ruthènes et Ukrainiens ; 1,1 % appartenaient à d'autres nationalités non autochtones, tandis que 8,8 % n'ont pas répondu.
Concernant la religion, 30,9 % étaient catholiques romains, 12,3 % luthériens, 5,1 % réformés, 0,2 % gréco-catholiques, 0,1 % israélites, 0,2 % autres chrétiens et 1,2 % autres catholiques, tandis que 10,9 % se déclaraient sans confession et 39,2 % n'ont pas souhaité répondre.

## Équipements

### Réseaux extra-urbains
La rue principale du village suit la route 8208, reliant Bakonycsernye à Mezőörs, le long de laquelle la localité s'étend sur plus de 10 kilomètres. La commune est également traversée par la route 8218, qui relie Kisbér à Veszprémvarsány (entre les routes principales 81 et 82), Bakonyszombathely se trouvant à seulement 7 kilomètres de Kisbér.
Autrefois accessible par voie ferroviaire, Bakonyszombathely possédait une halte sur la ligne de chemin de fer Tatabánya–Pápa. Cette halte, située à moins d'un kilomètre au nord du croisement entre les routes 8208 et 8218 (reliée par la route secondaire 82 323), n'est plus desservie depuis mars 2007, date à laquelle le trafic voyageurs a été suspendu sur cette portion de ligne.

## Patrimoine local
L'église catholique romaine Saint-Émeric, édifiée en 1762, est un monument historique important de la commune. De style baroque, elle constitue l'un des principaux symboles religieux du village. L'église luthérienne, plus ancienne, a été construite en 1739, témoignage de l'histoire confessionnelle complexe de la région.
Au centre du village se trouve également une statue de Saint Jean Népomucène, protecteur traditionnel contre les inondations, dont la vénération est typique des communautés rurales hongroises.
Le château Esterházy, aujourd'hui reconverti, rappelle la présence historique de la famille noble qui posséda la localité du XVIIe siècle jusqu'au XXe siècle.